# Font de la Torre (Perauba)
La Font de la Torre és una font de l'antic poble de Perauba al municipi de Conca de Dalt, al Pallars Jussà. Antigament pertanyia a l'antic municipi d'Hortoneda de la Conca.
Està situada a 1.465 m d'altitud, a la Coma de Perauba, a la dreta de la llau de Perauba. Es troba a prop, a sota i al nord de la Torre de Perauba, a ponent de l'extrem nord dels Rocs del Comeller. És al sud-est de la Font Mentidora.